# Lista över fornlämningar i Västerås kommun (Skultuna)
Lista över fornlämningar i Västerås kommun (Skultuna) är en förteckning av ett urval av de fornlämningar som finns i Skultuna i Västerås kommun.
| Namn                                   | Lämningstyp                 | Tillkomsttid | Historisk indelning   | Plats | Läge                 | ID-nr          | Bild                                      |
| -------------------------------------- | --------------------------- | ------------ | --------------------- | ----- | -------------------- | -------------- | ----------------------------------------- |
| Skultuna 1:1                           | Hög                         |              | Skultuna, Västmanland |       | 59.737148, 16.437290 | 10232000010001 | Ladda upp en bild av detta fornminne      |
| Skultuna 1:2                           | Hög                         |              | Skultuna, Västmanland |       | 59.737205, 16.437625 | 10232000010002 | Ladda upp en bild av detta fornminne      |
| Skultuna 1:3                           | Hög                         |              | Skultuna, Västmanland |       | 59.737659, 16.438173 | 10232000010003 | Ladda upp en bild av detta fornminne      |
| Skultuna 1:4                           | Hög                         |              | Skultuna, Västmanland |       | 59.737943, 16.438720 | 10232000010004 | Ladda upp en bild av detta fornminne      |
| Skultuna 2:1                           | Stensättning                |              | Skultuna, Västmanland |       | 59.734138, 16.438635 | 10232000020001 | Ladda upp en bild av detta fornminne      |
| Skultuna 2:3                           | Stensättning                |              | Skultuna, Västmanland |       | 59.734251, 16.438538 | 10232000020003 | Ladda upp en bild av detta fornminne      |
| Skultuna 3:2                           | Stensättning                |              | Skultuna, Västmanland |       | 59.733785, 16.439456 | 10232000030002 | Ladda upp en bild av detta fornminne      |
| Skultuna 6:1                           | Hög                         |              | Skultuna, Västmanland |       | 59.724548, 16.449816 | 10232000060001 | Ladda upp en bild av detta fornminne      |
| Skultuna 6:2                           | Stensättning                |              | Skultuna, Västmanland |       | 59.724678, 16.449744 | 10232000060002 | Ladda upp en bild av detta fornminne      |
| Skultuna 7:1                           | Hällristning                |              | Skultuna, Västmanland |       | 59.724345, 16.453424 | 10232000070001 | Ladda upp en bild av detta fornminne      |
| Skultuna 12:1                          | Gravfält                    |              | Skultuna, Västmanland |       | 59.702318, 16.454265 | 10232000120001 | Ladda upp en bild av detta fornminne      |
| Skultuna 13:1                          | Gravfält                    |              | Skultuna, Västmanland |       | 59.711692, 16.479403 | 10232000130001 | Ladda upp en bild av detta fornminne      |
| Skultuna 16:1                          | Stensättning                |              | Skultuna, Västmanland |       | 59.709003, 16.497085 | 10232000160001 | Ladda upp en bild av detta fornminne      |
| Smallerbacken (Skultuna 20:1)          | Hög                         |              | Skultuna, Västmanland |       | 59.708975, 16.457765 | 10232000200001 | Ladda upp en bild av detta fornminne      |
| Smallerbacken (Skultuna 20:2)          | Hög                         |              | Skultuna, Västmanland |       | 59.709547, 16.458731 | 10232000200002 | Ladda upp en bild av detta fornminne      |
| Skultuna 24:1                          | Gravfält                    |              | Skultuna, Västmanland |       | 59.699420, 16.453923 | 10232000240001 | Ladda upp en bild av detta fornminne      |
| Skultuna 27:1                          | Gravfält                    |              | Skultuna, Västmanland |       | 59.713001, 16.446233 | 10232000270001 | Ladda upp en bild av detta fornminne      |
| Skultuna 28:1                          | Stensättning                |              | Skultuna, Västmanland |       | 59.710834, 16.447657 | 10232000280001 | Ladda upp en bild av detta fornminne      |
| Skultuna 29:1                          | Hällristning                |              | Skultuna, Västmanland |       | 59.709427, 16.441009 | 10232000290001 | Ladda upp en bild av detta fornminne      |
| Skultuna 32:1                          | Hällristning                |              | Skultuna, Västmanland |       | 59.699552, 16.432814 | 10232000320001 | Ladda upp en bild av detta fornminne      |
| Skultuna 33:1                          | Hög                         |              | Skultuna, Västmanland |       | 59.692397, 16.439705 | 10232000330001 | Ladda upp en bild av detta fornminne      |
| Skultuna 34:1                          | Gravfält                    |              | Skultuna, Västmanland |       | 59.697738, 16.444045 | 10232000340001 | Ladda upp en bild av detta fornminne      |
| Skultuna 35:1                          | Hällristning                |              | Skultuna, Västmanland |       | 59.694255, 16.444957 | 10232000350001 | Ladda upp en bild av detta fornminne      |
| Skultuna 36:1                          | Hällristning                |              | Skultuna, Västmanland |       | 59.690500, 16.449886 | 10232000360001 | Ladda upp en bild av detta fornminne      |
| Skultuna 37:1                          | Stensättning                |              | Skultuna, Västmanland |       | 59.689949, 16.456097 | 10232000370001 | Ladda upp en bild av detta fornminne      |
| Skultuna 37:2                          | Stensättning                |              | Skultuna, Västmanland |       | 59.690043, 16.455982 | 10232000370002 | Ladda upp en bild av detta fornminne      |
| Skultuna 38:1                          | Stensättning                |              | Skultuna, Västmanland |       | 59.690711, 16.456207 | 10232000380001 | Ladda upp en bild av detta fornminne      |
| Skultuna 39:1                          | Gravfält                    |              | Skultuna, Västmanland |       | 59.688305, 16.460341 | 10232000390001 | Ladda upp en bild av detta fornminne      |
| Skultuna 40:1                          | Grav markerad av sten/block |              | Skultuna, Västmanland |       | 59.690192, 16.446334 | 10232000400001 | Ladda upp en bild av detta fornminne      |
| Skultuna 42:1                          | Stensättning                |              | Skultuna, Västmanland |       | 59.689819, 16.456798 | 10232000420001 | Ladda upp en bild av detta fornminne      |
| Skultuna 43:1                          | Stensättning                |              | Skultuna, Västmanland |       | 59.689374, 16.462254 | 10232000430001 | Ladda upp en bild av detta fornminne      |
| Skultuna 44:1                          | Gravfält                    |              | Skultuna, Västmanland |       | 59.691875, 16.459966 | 10232000440001 | Ladda upp en bild av detta fornminne      |
| Skultuna 45:1                          | Stensättning                |              | Skultuna, Västmanland |       | 59.692036, 16.461867 | 10232000450001 | Ladda upp en bild av detta fornminne      |
| Skultuna 48:1                          | Hällristning                |              | Skultuna, Västmanland |       | 59.705168, 16.460044 | 10232000480001 | Ladda upp en bild av detta fornminne      |
| Skultuna 49:1                          | Hällristning                |              | Skultuna, Västmanland |       | 59.705657, 16.460447 | 10232000490001 | Ladda upp en bild av detta fornminne      |
| Skultuna 50:1                          | Gravfält                    |              | Skultuna, Västmanland |       | 59.683727, 16.468098 | 10232000500001 | Ladda upp en bild av detta fornminne      |
| Skultuna 51:1                          | Stensättning                |              | Skultuna, Västmanland |       | 59.681178, 16.469413 | 10232000510001 | Ladda upp en bild av detta fornminne      |
| Skultuna 52:1                          | Hällristning                |              | Skultuna, Västmanland |       | 59.680798, 16.464859 | 10232000520001 | Ladda upp en bild av detta fornminne      |
| Skultuna 52:2                          | Hällristning                |              | Skultuna, Västmanland |       | 59.680961, 16.465115 | 10232000520002 | Ladda upp en bild av detta fornminne      |
| Skultuna 52:3                          | Hällristning                |              | Skultuna, Västmanland |       | 59.680905, 16.465447 | 10232000520003 | Ladda upp en bild av detta fornminne      |
| Skultuna 52:4                          | Hällristning                |              | Skultuna, Västmanland |       | 59.680961, 16.466610 | 10232000520004 | Ladda upp en bild av detta fornminne      |
| Skultuna 52:5                          | Hällristning                |              | Skultuna, Västmanland |       | 59.681045, 16.467645 | 10232000520005 | Ladda upp en bild av detta fornminne      |
| Skultuna 53:1                          | Gravfält                    |              | Skultuna, Västmanland |       | 59.678560, 16.468236 | 10232000530001 | Ladda upp en bild av detta fornminne      |
| Skultuna 54:1                          | Stensättning                |              | Skultuna, Västmanland |       | 59.677852, 16.469145 | 10232000540001 | Ladda upp en bild av detta fornminne      |
| Skultuna 56:1                          | Stensättning                |              | Skultuna, Västmanland |       | 59.678954, 16.472622 | 10232000560001 | Ladda upp en bild av detta fornminne      |
| Skultuna 57:1                          | Gravfält                    |              | Skultuna, Västmanland |       | 59.679770, 16.473252 | 10232000570001 | Ladda upp en bild av detta fornminne      |
| Skultuna 59:1                          | Hällristning                |              | Skultuna, Västmanland |       | 59.683059, 16.471704 | 10232000590001 | Ladda upp en bild av detta fornminne      |
| Skultuna 60:1                          | Stensättning                |              | Skultuna, Västmanland |       | 59.687785, 16.472491 | 10232000600001 | Ladda upp en bild av detta fornminne      |
| Skultuna 61:1                          | Hög                         |              | Skultuna, Västmanland |       | 59.671087, 16.473727 | 10232000610001 | Ladda upp en bild av detta fornminne      |
| Skultuna 63:1                          | Gravfält                    |              | Skultuna, Västmanland |       | 59.670452, 16.476917 | 10232000630001 | Ladda upp en bild av detta fornminne      |
| Skultuna 64:1                          | Stensättning                |              | Skultuna, Västmanland |       | 59.671080, 16.479670 | 10232000640001 | Ladda upp en bild av detta fornminne      |
| Skultuna 65:1                          | Stensättning                |              | Skultuna, Västmanland |       | 59.666739, 16.480904 | 10232000650001 | Ladda upp en bild av detta fornminne      |
| Skultuna 66:1                          | Gravfält                    |              | Skultuna, Västmanland |       | 59.665572, 16.482568 | 10232000660001 | Ladda upp en bild av detta fornminne      |
| Skultuna 67:1                          | Hällristning                |              | Skultuna, Västmanland |       | 59.707126, 16.425615 | 10232000670001 | Ladda upp en bild av detta fornminne      |
| Skultuna 68:1                          | Hög                         |              | Skultuna, Västmanland |       | 59.674754, 16.470711 | 10232000680001 | Ladda upp en bild av detta fornminne      |
| Skultuna 70:1                          | Gravfält                    |              | Skultuna, Västmanland |       | 59.677868, 16.457856 | 10232000700001 | Ladda upp en bild av detta fornminne      |
| Skultuna 71:1                          | Hällristning                |              | Skultuna, Västmanland |       | 59.678965, 16.458897 | 10232000710001 | Ladda upp en bild av detta fornminne      |
| Skultuna 73:3                          | Stensättning                |              | Skultuna, Västmanland |       | 59.682428, 16.469783 | 10232000730003 | Ladda upp en bild av detta fornminne      |
| Skultuna 75:1                          | Hällristning                |              | Skultuna, Västmanland |       | 59.681832, 16.445296 | 10232000750001 | Ladda upp en bild av detta fornminne      |
| Skultuna 75:2                          | Hällristning                |              | Skultuna, Västmanland |       | 59.681832, 16.445296 | 10232000750002 | Ladda upp en bild av detta fornminne      |
| Skultuna 76:1                          | Hällristning                |              | Skultuna, Västmanland |       | 59.678911, 16.440803 | 10232000760001 | Ladda upp en bild av detta fornminne      |
| Skultuna 78:1                          | Gravfält                    |              | Skultuna, Västmanland |       | 59.681364, 16.441398 | 10232000780001 | Ladda upp en bild av detta fornminne      |
| Skultuna 79:1                          | Gravfält                    |              | Skultuna, Västmanland |       | 59.684177, 16.434293 | 10232000790001 | Ladda upp en bild av detta fornminne      |
| Skultuna 80:1                          | Gravfält                    |              | Skultuna, Västmanland |       | 59.683087, 16.431261 | 10232000800001 | Ladda upp en bild av detta fornminne      |
| Skultuna 81:1                          | Hällristning                |              | Skultuna, Västmanland |       | 59.682985, 16.427294 | 10232000810001 | Ladda upp en bild av detta fornminne      |
| Skultuna 82:1                          | Stensättning                |              | Skultuna, Västmanland |       | 59.684684, 16.429448 | 10232000820001 | Ladda upp en bild av detta fornminne      |
| Skultuna 83:1                          | Gravfält                    |              | Skultuna, Västmanland |       | 59.689827, 16.417591 | 10232000830001 | Ladda upp en bild av detta fornminne      |
| Skultuna 84:1                          | Gravfält                    |              | Skultuna, Västmanland |       | 59.689388, 16.421723 | 10232000840001 | Ladda upp en bild av detta fornminne      |
| Skultuna 85:1                          | Hög                         |              | Skultuna, Västmanland |       | 59.688827, 16.422913 | 10232000850001 | Ladda upp en bild av detta fornminne      |
| Skultuna 85:2                          | Stensättning                |              | Skultuna, Västmanland |       | 59.688879, 16.422516 | 10232000850002 | Ladda upp en bild av detta fornminne      |
| Skultuna 86:1                          | Röse                        |              | Skultuna, Västmanland |       | 59.688835, 16.411840 | 10232000860001 | Ladda upp en bild av detta fornminne      |
| Skultuna 87:1                          | Gravfält                    |              | Skultuna, Västmanland |       | 59.689231, 16.409730 | 10232000870001 | Ladda upp en bild av detta fornminne      |
| Skultuna 88:1                          | Hög                         |              | Skultuna, Västmanland |       | 59.679233, 16.451304 | 10232000880001 | Ladda upp en bild av detta fornminne      |
| Skultuna 89:1                          | Stensättning                |              | Skultuna, Västmanland |       | 59.677507, 16.452949 | 10232000890001 | Ladda upp en bild av detta fornminne      |
| Skultuna 90:1                          | Stensättning                |              | Skultuna, Västmanland |       | 59.686445, 16.411965 | 10232000900001 | Ladda upp en bild av detta fornminne      |
| Skultuna 96:1                          | Stensättning                |              | Skultuna, Västmanland |       | 59.692052, 16.404004 | 10232000960001 | Ladda upp en bild av detta fornminne      |
| Skultuna 99:2                          | Hällristning                |              | Skultuna, Västmanland |       | 59.706489, 16.416671 | 10232000990002 | Ladda upp en bild av detta fornminne      |
| Skultuna 103:1                         | Stensättning                |              | Skultuna, Västmanland |       | 59.689279, 16.411222 | 10232001030001 | Ladda upp en bild av detta fornminne      |
| Skultuna 104:1                         | Hög                         |              | Skultuna, Västmanland |       | 59.702265, 16.413644 | 10232001040001 | Ladda upp en bild av detta fornminne      |
| Skultuna 104:2                         | Hällristning                |              | Skultuna, Västmanland |       | 59.702178, 16.413730 | 10232001040002 | Ladda upp en bild av detta fornminne      |
| Skultuna 106:1                         | Stensättning                |              | Skultuna, Västmanland |       | 59.702175, 16.410379 | 10232001060001 | Ladda upp en bild av detta fornminne      |
| Skultuna 106:2                         | Stensättning                |              | Skultuna, Västmanland |       | 59.702505, 16.410395 | 10232001060002 | Ladda upp en bild av detta fornminne      |
| Skultuna 106:3                         | Stensättning                |              | Skultuna, Västmanland |       | 59.702501, 16.410139 | 10232001060003 | Ladda upp en bild av detta fornminne      |
| Skultuna 107:1                         | Stensättning                |              | Skultuna, Västmanland |       | 59.706356, 16.412218 | 10232001070001 | Ladda upp en bild av detta fornminne      |
| Skultuna 108:1                         | Stensättning                |              | Skultuna, Västmanland |       | 59.705689, 16.417412 | 10232001080001 | Ladda upp en bild av detta fornminne      |
| Skultuna 109:1                         | Hällristning                |              | Skultuna, Västmanland |       | 59.705125, 16.417241 | 10232001090001 | Ladda upp en bild av detta fornminne      |
| Skultuna 110:1                         | Stensättning                |              | Skultuna, Västmanland |       | 59.704614, 16.418173 | 10232001100001 | Ladda upp en bild av detta fornminne      |
| Skultuna 111:1                         | Stensättning                |              | Skultuna, Västmanland |       | 59.701982, 16.400805 | 10232001110001 | Ladda upp en bild av detta fornminne      |
| Skultuna 111:2                         | Stensättning                |              | Skultuna, Västmanland |       | 59.701905, 16.400505 | 10232001110002 | Ladda upp en bild av detta fornminne      |
| Skultuna 112:1                         | Gravfält                    |              | Skultuna, Västmanland |       | 59.701154, 16.400860 | 10232001120001 | Ladda upp en bild av detta fornminne      |
| Ingvarsstenen / Vs 18 (Skultuna 113:1) | Runristning                 |              | Skultuna, Västmanland | Berga | 59.720047, 16.418095 | 10232001130001 | Ladda upp en till bild av detta fornminne |
| Ingvarsstenen / Vs 19 (Skultuna 113:2) | Runristning                 |              | Skultuna, Västmanland | Berga | 59.719982, 16.418200 | 10232001130002 | Ladda upp en till bild av detta fornminne |
| Skultuna 119:1                         | Hög                         |              | Skultuna, Västmanland |       | 59.722813, 16.418399 | 10232001190001 | Ladda upp en bild av detta fornminne      |
| Kampberget (Skultuna 124:1)            | Fornborg                    |              | Skultuna, Västmanland |       | 59.727683, 16.397338 | 10232001240001 | Ladda upp en bild av detta fornminne      |
| Skultuna 139:1                         | Hög                         |              | Skultuna, Västmanland |       | 59.679686, 16.451556 | 10232001390001 | Ladda upp en bild av detta fornminne      |
| Skultuna 143:1                         | Stensättning                |              | Skultuna, Västmanland |       | 59.688945, 16.461293 | 10232001430001 | Ladda upp en bild av detta fornminne      |
| Skultuna 148:1                         | Stensättning                |              | Skultuna, Västmanland |       | 59.710577, 16.448365 | 10232001480001 | Ladda upp en bild av detta fornminne      |
| Skultuna 150:1                         | Stensättning                |              | Skultuna, Västmanland |       | 59.701149, 16.455215 | 10232001500001 | Ladda upp en bild av detta fornminne      |
| Skultuna 150:2                         | Stensättning                |              | Skultuna, Västmanland |       | 59.701011, 16.455162 | 10232001500002 | Ladda upp en bild av detta fornminne      |
| Skultuna 151:1                         | Stensättning                |              | Skultuna, Västmanland |       | 59.700801, 16.456258 | 10232001510001 | Ladda upp en bild av detta fornminne      |
| Skultuna 151:2                         | Stensättning                |              | Skultuna, Västmanland |       | 59.700815, 16.456074 | 10232001510002 | Ladda upp en bild av detta fornminne      |
| Skultuna 162:1                         | Hällristning                |              | Skultuna, Västmanland |       | 59.706010, 16.425181 | 10232001620001 | Ladda upp en bild av detta fornminne      |
| Skultuna 162:2                         | Hällristning                |              | Skultuna, Västmanland |       | 59.705895, 16.425281 | 10232001620002 | Ladda upp en bild av detta fornminne      |
| Skultuna 175:1                         | Stensättning                |              | Skultuna, Västmanland |       | 59.685949, 16.421793 | 10232001750001 | Ladda upp en bild av detta fornminne      |
| Riddargraven (Skultuna 180:1)          | Stensättning                |              | Skultuna, Västmanland |       | 59.698454, 16.456270 | 10232001800001 | Ladda upp en bild av detta fornminne      |
| Skultuna 197:1                         | Stensättning                |              | Skultuna, Västmanland |       | 59.688382, 16.418641 | 10232001970001 | Ladda upp en bild av detta fornminne      |
| Skultuna 198:1                         | Hög                         |              | Skultuna, Västmanland |       | 59.672354, 16.453082 | 10232001980001 | Ladda upp en bild av detta fornminne      |
| Skultuna 202:1                         | Hällristning                |              | Skultuna, Västmanland |       | 59.681323, 16.468404 | 10232002020001 | Ladda upp en bild av detta fornminne      |
| Skultuna 203:1                         | Stensättning                |              | Skultuna, Västmanland |       | 59.702130, 16.411697 | 10232002030001 | Ladda upp en bild av detta fornminne      |
| Skultuna 204:1                         | Stensättning                |              | Skultuna, Västmanland |       | 59.710834, 16.406260 | 10232002040001 | Ladda upp en bild av detta fornminne      |
| Skultuna 206:1                         | Stensättning                |              | Skultuna, Västmanland |       | 59.711248, 16.460812 | 10232002060001 | Ladda upp en bild av detta fornminne      |
| Skultuna 211:1                         | Stensättning                |              | Skultuna, Västmanland |       | 59.704846, 16.405546 | 10232002110001 | Ladda upp en bild av detta fornminne      |
| Skultuna 223:1                         | Hällristning                |              | Skultuna, Västmanland |       | 59.700890, 16.412529 | 10232002230001 | Ladda upp en bild av detta fornminne      |
| Skultuna 227:1                         | Hällristning                |              | Skultuna, Västmanland |       | 59.705495, 16.412016 | 10232002270001 | Ladda upp en bild av detta fornminne      |
| Skultuna 227:2                         | Hällristning                |              | Skultuna, Västmanland |       | 59.705168, 16.412075 | 10232002270002 | Ladda upp en bild av detta fornminne      |
| Skultuna 227:3                         | Hällristning                |              | Skultuna, Västmanland |       | 59.705043, 16.412264 | 10232002270003 | Ladda upp en bild av detta fornminne      |
| Skultuna 278                           | Stensättning                |              | Skultuna, Västmanland |       | 59.699320, 16.455936 | 12000000016520 | Ladda upp en bild av detta fornminne      |
| Skultuna 282                           | Stensättning                |              | Skultuna, Västmanland |       | 59.700067, 16.455366 | 12000000016524 | Ladda upp en bild av detta fornminne      |
| Skultuna 285                           | Stensättning                |              | Skultuna, Västmanland |       | 59.700264, 16.454682 | 12000000016527 | Ladda upp en bild av detta fornminne      |
| Skultuna 344                           | Kvarn                       |              | Skultuna, Västmanland |       | 59.722722, 16.422517 | 12000000016738 | Ladda upp en till bild av detta fornminne |
| Västerås 659:1                         | Gravfält                    |              | Skultuna, Västmanland |       | 59.670408, 16.458980 | 10233406590001 | Ladda upp en bild av detta fornminne      |